# Barbarian
Barbarian (bra: Noites Brutais; prt: Barbarian) é um filme de terror de 2022 escrito e dirigido por Zach Cregger (em sua estreia solo na direção). É produzido por Arnon Milchan, Roy Lee, Raphael Margules e JD Lifshitz . O filme é estrelado por Georgina Campbell, Bill Skarsgård e Justin Long . Por uma erro no aplicativo uma jovem acaba alugando uma casa, já reservada, sem saber de um segredo obscuro dentro da casa.
Noites brutais estreou na San Diego Comic-Con em 22 de julho de 2022 e foi lançado nos cinemas dos Estados Unidos em 9 de setembro de 2022 pela 20th Century Studios. O filme foi um sucesso de crítica, com críticos elogiando o roteiro e direção de Cregger, bem como as performances do elenco (particularmente o de Campbell). Foi um sucesso de bilheteria, arrecadando mais de 43US$ milhões  em todo o mundo contra um orçamento de 4,5US$ milhões.

## Enredo
Chegando à cidade para uma entrevista de emprego, Tess Marshall reserva uma casa remota no bairro decadente de Brightmoor, em Detroit. Tess descobre que foi duplamente reservado quando ela chega à casa e descobre que já está ocupada por um jovem chamado Keith. Inicialmente reservada por Keith, Tess se aquece com ele e decide passar a noite.
Na manhã seguinte, Keith sai e Tess vai para a entrevista. Ela volta para a casa e é perseguida por um morador de rua, que acaba gritando que ela deve sair da casa. Ela se aventura no porão e fica trancada no andar de baixo, e acaba encontrando um corredor escondido.
Lá, Tess encontra um quarto com uma câmera, um colchão manchado e marcas de mãos ensanguentadas. Tess volta e tenta sair, mas ainda está trancada no porão. Keith chega e a liberta. Tess conta a Keith o que viu, e ele entra no porão para investigar. Quando ele não retorna, Tess volta para o andar de baixo e descobre que o corredor escondido que ela havia encontrado inicialmente leva a um túnel subterrâneo, onde ela ouve Keith gritando por socorro. Ela entra no túnel e encontra Keith ferido. A dupla é atacada por uma mulher deformada nua, que mata brutalmente Keith.
Algum tempo depois, o ator AJ Gilbride descobre que foi demitido de sua série de televisão devido a alegações de assedio feitas por uma co-estrela. Pressionado a vender seus ativos para pagar os custos legais, AJ viaja para uma propriedade alugada que possui em Detroit: a mesma casa que Tess e Keith alugaram. Ele sai naquela noite e, ao falar com um velho amigo, fica implícito que ele realmente abusou da parceira de trabalho. No dia seguinte, AJ inspeciona a casa e acaba descobrindo o túnel escondido. A mulher deformada o ataca e ele cai em um poço ao lado de Tess, que explica que a mulher (referida como "Mãe") quer que eles ajam como seus filhos.
Quando AJ se recusa a beber leite da mamadeira da mãe, ela o arrasta e o força a amamentar. Tess escapa da casa quebrando uma janela do porão. Ela finalmente chega a um posto de gasolina e é capaz de chamar a polícia. Os policiais desprezam sua história, mas ela os convence a voltar para casa com ela. A polícia se recusa a investigar a casa antes de ser chamada, atribuindo a história e o comportamento de Tess ao uso de drogas.
Um flashback da década de 1980 mostra o proprietário original da casa, Frank, que sequestrou mulheres e as manteve em cativeiro no túnel. Ele usaria a sala escondida para filmar a si mesmo estuprando-os, então criaria os filhos subsequentes. De volta ao presente, AJ descobre um Frank decrépito morando mais longe no túnel. Inicialmente acreditando que Frank fosse outra vítima da Mãe, AJ garante a Frank que a polícia virá investigar. Frank discretamente recupera um revólver escondido enquanto AJ descobre as fitas, e Frank se mata. AJ foge com a arma enquanto a Mãe sai de casa para encontrar Tess. Tess corre seu carro para a Mãe, aparentemente matando-a. Tess retorna ao porão para resgatar AJ, mas ele acidentalmente atira nela. Os dois escapam da casa e encontram abrigo com André, o sem-teto que a perseguiu mais cedo.
André explica que a Mãe é produto do incesto multigeracional de Frank. A Mãe embosca o grupo e mata Andre antes de perseguir Tess e AJ em uma torre de água. AJ empurra Tess para fora da torre para se salvar, e a Mãe pula atrás de Tess, protegendo-a da queda. Enquanto AJ tenta se desculpar com Tess, a Mãe desperta e o mata. A Mãe quer levar Tess de volta para casa, mas ela atira e mata a Mãe e tropeça quando o sol nasce.

## Elenco
- Georgina Campbell como Tess Marshall, uma jovem que fica em Detroit para uma entrevista de emprego
- Bill Skarsgård como Keith Toshko, um jovem que reserva um Airbnb em dobro com Tess ficando em Detroit para explorar locais para sua organização comunitária
- Justin Long como AJ Gilbride, um ator de comédia
- Matthew Patrick Davis como "A Mãe"
- Richard Brake como Frank, o pai da Mãe
- Kurt Braunohler como Doug
- Jaymes Butler como Andre
- Sophie Sörensen como Bonnie Zane
- J.R. Esposito como Jeff
- Kate Nichols como Catherine
- Kate Bosworth como Melisa
- Brooke Dillman como mãe de AJ
- Sara Paxton como narradora do vídeo de enfermagem / assistente / Megan
- Will Greenberg como Robert
- Derek Morse como oficial #1
- Trevor Van Uden como oficial #2
- Zach Cregger como Everett / a voz de David
- Devina Vassileva como assistente de gerente de propriedade
- Kalina Stancheva como mulher jovem

## Produção

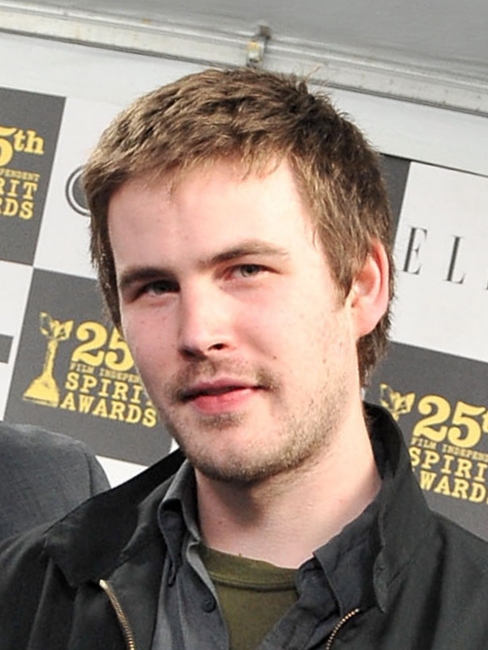
Escritor e diretor Zach Cregger

Zach Cregger se inspirou no livro de não-ficção The Gift of Fear, citando uma seção que incentiva as mulheres a confiar em sua intuição e não ignorar as bandeiras vermelhas subconscientes que surgem em suas interações cotidianas com os homens. Ele se sentou para escrever uma única cena de trinta páginas que incorporasse o maior número possível dessas bandeiras vermelhas. Cregger decidiu que uma mulher aparecesse em um Airbnb tarde da noite, apenas para descobrir que havia duas reservas, como o cenário ideal para este exercício, com uma regra de ter que surpreender o público se ele estivesse se surpreendendo com o escrita.
Ele ficou frustrado durante o processo de escrita, temendo que a direção da história fosse muito previsível. Então Cregger, sem premeditação, decidiu introduzir uma reviravolta que "viraria [a cena] de cabeça para baixo".
Enquanto escrevia o roteiro, Cregger nomeou o filme Barbarian como um substituto. À medida que a história avançava, o nome acabou se tornando o título do filme.
No início da pré-produção, Cregger supostamente entrou em contato com vários financiadores e distribuidores, incluindo A24 e Neon, mas foi rejeitado. JD Lifshitz e Raphael Margules concordaram em produzir o filme através de sua empresa BoulderLight Pictures, e mais tarde se juntaram à Vertigo Entertainment, depois que Lifshitz e Margules entraram em contato com Roy Lee, da Vertigo, que serviu como mentor inicial da dupla. Em meados de 2020, Lifshitz e Margules acumularam um orçamento de US$ 3,5 milhões para o filme, em grande parte por meio de financiamento estrangeiro, a maior parte da produtora francesa Logical Pictures.
Zac Efron foi a primeira escolha para o papel de AJ, a quem Cregger inicialmente imaginou como um "tipo de himbo " . No entanto, quando Efron recusou o papel, Cregger decidiu levar a imagem do personagem em uma direção diferente e escolheu Justin Long por sua "presença calorosa, desarmante e encantadora na tela", que ele pensou que tornaria o papel mais atraente para o público. .
Nesse mesmo ano, Lee trouxe Bill Skarsgård, que já havia trabalhado com Lee em It (2017) e It Chapter Two (2019), para co-estrelar e atuar como produtor executivo. Bárbaro começou a fotografia principal no início de 2021 na Bulgária . O filme foi filmado em Sofia, enquanto as cenas externas do bairro além do quarteirão da casa foram filmadas no bairro de Brightmoor, em Detroit, Michigan.   Em abril de 2021, o fundador da Logical e principal financiador do filme, Eric Tavitian, morreu de câncer. Inseguro quanto ao futuro do filme, Lee garantiu apoio financeiro da New Regency, que aumentou o orçamento para US $ 4,5 milhões e, como resultado, a 20th Century Studios se tornou a distribuidora cinematografica do filme, decorrente de um acordo de distribuição anterior entre a Regency e a Walt Disney Studios, a controladora da 20th Century. divisão.

## Lançamento
Barbarian foi originalmente programado para ser lançado nos cinemas dos Estados Unidos pela 20th Century Studios em 12 de agosto de 2022, antes de ser reprogramado para ser lançado em 31 de agosto e depois em 9 de setembro. A Disney supostamente manteve um lançamento nos cinemas para Barbarian (em oposição a um lançamento de streaming no Hulu ) devido à recepção forte e positiva das exibições de teste em estúdio.
CinemaBlend e AMC Theatres estrearam o filme na San Diego Comic-Con de 2022 em 22 de julho, onde obteve reações positivas. O filme também foi exibido no Arrow Video FrightFest em 29 de agosto. O filme foi lançado em 20 de outubro de 2022 na Austrália, em 27 de outubro na Nova Zelândia e em 28 de outubro no Reino Unido.
Nos Estados Unidos, Barbarian foi lançado para download digital e para transmissão na HBO Max a partir de 25 de outubro. Também foi lançado no Star+ na América Latina e no Disney+ como parte do hub de conteúdo Star em outros territórios internacionais em 26 de outubro de 2022

### Marketing
O primeiro trailer do filme foi lançado em 23 de junho de 2022 e apareceu na frente das exibições teatrais de The Black Phone . De acordo com Margules, a Disney comercializou o filme para "parecer uma descoberta" e provocando muito pouco do enredo do filme em materiais promocionais.
De acordo com o agregador de streaming Reelgood, Barbarian foi o 5º programa mais assistido em todas as plataformas, durante a semana de 26 de outubro de 2022. De acordo com a Whip Media, Barbarian foi o filme mais transmitido em todas as plataformas nos Estados Unidos, na semana que terminou em 30 de outubro de 2022.

### Bilheteria
Em 11 de novembro de 2022, Barbarian arrecadou US$ 40,8 milhões nos Estados Unidos e Canadá e US$ 3,7 milhões em outros territórios, para um total mundial de US$ 44,5 milhões, contra um orçamento de produção de US$ 4,5 milhões.
Nos Estados Unidos e no Canadá, Barbarian foi lançado ao lado de Brahmāstra: Part One – Shiva e Lifemark, e faturou US$ 3,9 milhões em 2.340 cinemas em seu primeiro dia, incluindo US$ 850.000 nas prévias de quinta-feira à noite. Ele estreou com US$ 10 milhões, superando as bilheterias; 59% do público era do sexo masculino, com 74% entre 18 e 34 anos. O filme faturou US$ 6,3 milhões em seu segundo fim de semana, terminando atrás do estreante The Woman King . Deadline Hollywood chamou a queda de 40% semana a semana de "bastante espetacular", observando que os filmes de terror normalmente têm um declínio de 65% em seus quadros do segundo ano. O filme foi adicionado a 550 cinemas em seu terceiro fim de semana e arrecadou US$ 4,8 milhões, terminando em quarto lugar nas bilheterias.

### Resposta da crítica
No site agregador de críticas Rotten Tomatoes, 92% das críticas dos críticos são positivas, com uma classificação média de 7,5/10. O consenso do site diz: "Inteligente, sombriamente bem-humorado e acima de tudo assustador, Bárbaro oferece um passeio de emoção arrepiante e consistentemente imprevisível para os fãs de terror". Metacritic, que usa uma média ponderada, atribuiu ao filme uma pontuação de 78 em 100, com base em 38 críticos, indicando "críticas geralmente favoráveis". O público pesquisado pelo CinemaScore deu ao filme uma nota média de "C+" em uma escala de A+ a F, enquanto os do PostTrak deu ao filme uma pontuação geral positiva de 70%, com 54% dizendo que definitivamente o recomendariam.